# Registrierungsagentur für Sozial- und Wirtschaftsdaten
Die Registrierungsagentur für Sozial- und Wirtschaftsdaten da|ra ist eine deutsche DOI-Registrierungsagentur. Sie wird vom GESIS Leibniz-Institut für Sozialwissenschaften und der Bibliothek ZBW – Leibniz-Informationszentrum Wirtschaft betrieben.

## Tätigkeit
da|ra vergibt DOI-Namen für Forschungsdaten und andere digitale Objekte, die im Rahmen des sozial- und wirtschaftswissenschaftlichen Forschungsprozesses entstanden sind. 
da|ra bezieht die DOIs über die Mitgliedschaft in DataCite. DataCite ist bei der International DOI Foundation als offizielle DOI Registration Agency akkreditiert.

## Nutzer
Die folgenden Organisationen haben DOIs über da|ra registriert (Stand: 2015):
- Das Forschungsdatenzentrum ALLBUS beim GESIS Leibniz-Institut für Sozialwissenschaften
- Arbeitskreis Militärgeschichte e. V.
- Bayerische Staatsbibliothek (BSB)
- Datenservicezentrum Betriebs- und Organisationsdaten (DSZ-BO)
- Forschungsdatenzentrum Bildung am Deutschen Institut für Internationale Pädagogische Forschung (FDZ Bildung)
- Forschungsdatenzentrum im Bundesinstitut für Berufsbildung (BIBB-FDZ)
- Bundesinstitut für Bevölkerungsforschung (BiB)
- Comparative Study of Electoral Systems (CSES)
- Das Tschechische Sozialwissenschaftliche Datenarchiv (ČSDA) am Institut für Soziologie der Akademie der Wissenschaften
- datalino
- Forschungsdatenzentrum Deutsches Zentrum für Altersfragen (FDZ-DZA)
- Forschungszentrum der Deutschen Bundesbank
- Deutsches Institut für Erwachsenenbildung – Leibniz-Zentrum für Lebenslanges Lernen (DIE)
- Diametros – An Online Journal of Philosophy
- LMU-ifo Economics & Business Data Center (EBDC)
- etum - eJournal Theater und Medien
- Europa-Universität Viadrina
- GESIS Datenarchiv für Sozialwissenschaften
- Facultad de Psicología de la Universidad de la República
- Forschungsdatenzentrum "Gesundheitsmonitoring" am Robert Koch-Institut (FDZ-RKI)
- HeiDok – Der Dokumentenserver der Universität Heidelberg
- Human Sciences Research Council (HSRC)
- Alexander von Humboldt Institut für Internet und Gesellschaft (HIIG)
- IANUS - Forschungsdatenzentrum Archäologie & Altertumswissenschaften
- INDEPTH
- Das Forschungsdatenzentrum "Internationale Umfrageprogramme" beim GESIS Leibniz-Institut für Sozialwissenschaften
- ICPSR – Inter-University consortium for political and social research
- International Journal of Literary Linguistics (IJLL)
- Leibniz-Institut für Ost- und Südosteuropaforschung (IOS)
- Institut für Publizistik- und Kommunikationswissenschaft der Freien Universität Berlin
- Institut für Soziologie an der Universität Duisburg-Essen
- Institut Technik und Bildung (ITB) - Berufsbildungsforschung in Bremen
- Institut zur Qualitätsentwicklung im Bildungswesen (IQB)
- Journal "Erdélyi Társadalom"
- Journal of Neolithic Archaeology (JNA) des Instituts für Ur- und Frühgeschichte der Christian-Albrechts-Universität zu Kiel
- Käte Hamburger Kolleg/Centre for Global Cooperation Research
- Forschungsdatenzentrum des Leibniz-Instituts für Bildungsverläufe e.V. (FDZ-LIfBi)
- Max-Planck-Institut für Bildungsforschung
- medica mondiale e. V.
- Forschungsdatenzentrum des Beziehungs- und Familienpanels (FDZ-pairfam)
- Das Forschungsdatenzentrum PsychData des Leibniz-Zentrums für Psychologische Information und Dokumentation (ZPID)
- QJB - Querelles. Jahrbuch für Frauen- und Geschlechterforschung
- Querelles-net – Zeitschrift für Frauen- und Geschlechterforschung
- Rheinisch-Westfälisches Institut für Wirtschaftsforschung (RWI)
- Gesellschaft für Südostasienwissenschaften (SEAS)
- Forschungsdatenzentrum des Survey of Health, Ageing and Retirement in Europe (FDZ-SHARE)
- Das Forschungsdatenzentrum des Sozio-oekonomischen Panels (FDZ-SOEP)
- Arbeitsbereich "Theoretische Philosophie" an der Johannes Gutenberg-Universität Mainz
- Universitätsbibliothek Bielefeld
- Universitätsbibliothek Mannheim
- Universitätsbibliothek Paderborn
- Verbraucherzentrale Nordrhein-Westfalen e. V.
- Virtuelle Fachbibliothek Recht
- Das Forschungsdatenzentrum "Wahlen" beim GESIS Leibniz-Institut für Sozialwissenschaften
- Wissenschaftszentrum Berlin für Sozialforschung (WZB)
- World Values Survey Association
- Zentrum für Europäische Wirtschaftsforschung GmbH (ZEW)
- Leibniz-Zentrum für Literatur- und Kulturforschung (ZfL)
- Zentrum für ökonomische Bildung in Siegen (ZöBiS)
- Zentrum für Zeithistorische Forschung Potsdam (ZZF)